# Emil Schumacher
Emil Schumacher (Hagen, 29 augustus 1912 – Sant Josep de sa Talaia (Ibiza), 4 oktober 1999) was een Duitse schilder en graficus.
Schumacher heeft mede aan de basis gestaan van de abstracte kunst in Duitsland en was een vertegenwoordiger van de informele schilderkunst. 

## Leven en werk
Schumacher studeerde van 1932 tot 1935 aan de kunstnijverheidsschool in Dortmund en maakte veelvuldig buitenlandse reizen. In 1937 maakte hij kennis met de schilder Christian Rohlfs, die hij in diens atelier ontmoette. Van 1935 tot 1939 was hij als vrij kunstenaar gevestigd en maakte hij studiereizen naar Nederland en België. Gedurende de Tweede Wereldoorlog was hij in militaire dienst als technisch tekenaar in Hagen werkzaam in de bewapeningsindustrie. Na de oorlog hervatte hij zijn kunstenaarschap en schilderde kubistische landschappen. 
In 1948 behoorde hij met Gustav Deppe, Thomas Grochowiak, Ernst Hermanns, Heinrich Siepmann en Hans Werdelhausen tot de oprichters van de avantgardistische kunstenaarsgroepering Junger Westen in Recklinghausen. Met Grochowiak en Hermanns bezocht hij in 1951 Parijs, waar hij in contact kwam met de schilder Pierre Soulages en de informele schilderkunst. 
Na 1955 kreeg Schumacher, door deelname aan groepstentoonstellingen en het behalen van diverse prijzen (1956: Conrad-von-Soest-Preis in Münster; 1958: Karl-Ernst-Osthaus-Preis in Hagen en 1958: Guggenheim Award (National Section), New York), meer bekendheid. Van 1958 tot 1960 was hij hoogleraar aan de Hochschule für bildende Künste Hamburg in Hamburg. In 1959 was Schumacher deelnemer aan documenta II in Kassel. Zijn deelname aan de Biënnale van Venetië in 1961 (Premio Cardazzo - XXX. Biennale di Venezia) zorgde voor een internationale doorbraak. In 1964 werd hij uitgenodigd met drie grote schilderijen op de documenta III. Van 1966 tot 1977 was hij hoogleraar aan de Staatliche Akademie der Bildenden Künste Karlsruhe in Karlsruhe. Ook in 1977 werd Schumacher gevraagd voor de documenta 6 in Kassel.
Kunstwerken van Schumacher zijn vertegenwoordigd in de collectie van belangrijke musea in Europa en de Verenigde Staten.Tot zijn werken in de openbare ruimte behoren grootformatige mozaïeken in onder andere het parlementsgebouw van de Duitse deelstaat Noordrijn-Westfalen in Düsseldorf en het metrostation Colosseum in Rome.

## Emil Schumacher Museum
In zijn geboortestad Hagen werd direct naast het Karl-Ernst-Osthaus-Museum (dat tegelijkertijd werd verbouwd) een nieuwbouwmuseum Emil Schumacher gerealiseerd, waarvan de bouw in 2006 werd begonnen. Het Emil-Schumacher-Museum werd in 2009 voor het publiek geopend.